# Operation Journeyman
Die Operation Journeyman war eine militärische Operation der Royal Navy im November 1977, deren Ziel es war, eine argentinische Invasion der Falkland-Inseln zu verhindern. Vorausgegangen war, dass Argentinien die Forschungsstation Corbeta Uruguay auf den Südlichen Sandwichinseln  etabliert hatte, was von der britischen Regierung jedoch nicht als Forschungsvorhaben, sondern als Versuch eine Militärbasis zu etablieren, betrachtet wurde. 
Unter der Führung des atomgetriebenen U-Bootes HMS Dreadnought entsandte der britische Premierminister James Callaghan die Fregatten HMS Alacrity und HMS Phoebe sowie die Hilfsschiffe RFA Resource und RFA Olwen zu den Falkland-Inseln.
Der Einsatzbefehl für die beteiligten Schiffe war sehr zurückhaltend formuliert: So sollten sie nur zur Selbstverteidigung und in jedem Fall erst als zweite Waffen gebrauchen. Der Waffengebrauch durfte in keinem Falle das Waffenpotential des Angriffs übertreffen und war unverzüglich einzustellen, wenn ein Erfolg erkennbar war und nicht als Vergeltung auszuführen. Der Kommandant der HMS Dreadnought hatte sogar den Befehl, in keinem Falle auf einen direkten Angriff mit Waffengewalt zu reagieren, sondern sich aus der Gefahrenzone zurückzuziehen.
Die Argentinier blieben zwar bis 1982 auf den südlichen Sandwichinseln, gleichzeitig fand aber 1977 keine Invasion statt, was die Briten als Erfolg der Operation Journeyman sehen. David Owen, Außenminister unter James Callaghan, urteilte später, dass der Falklandkrieg 1982 hätte verhindert werden können, wenn die Regierung von Margaret Thatcher ähnlich schnell und entschlossen gehandelt hätte.
Die Argentinier wurden inoffiziell über die Tatsache, dass die Operation Journeyman durchgeführt würde, informiert. Die geheimen Akten der Operation wurden 2005 veröffentlicht.